# Madonna (Belgique)
Pour l’article homonyme, voir Madonna (homonymie).
Madonna est un hameau de Belgique situé dans la commune de Langemark-Poelkapelle située en Région flamande dans la Province de Flandre-Occidentale.

## Histoire
Entre 1842 et 1950, les Sœurs de Notre-Dame des 7 Douleurs avaient un couvent dans le hameau, qui s’appelait à l’origine Boskant. L’école, initialement appelée Forest School, est devenue l’école Maria à cause d’eux. À partir des années 1920, il est devenu un couvent des Sœurs des Apostoliques.  En 1936, une paroisse a été établie.

## Patrimoine
- L’église Notre-Dame de l’Immaculée Conception. Construite en 1939.
- Devant l’église se trouve une grande statue d’un semeur, qui commémore les nombreux travailleurs saisonniers (« les trimards ») qui vivaient ici.Une brocante dans une rue de Madonna.

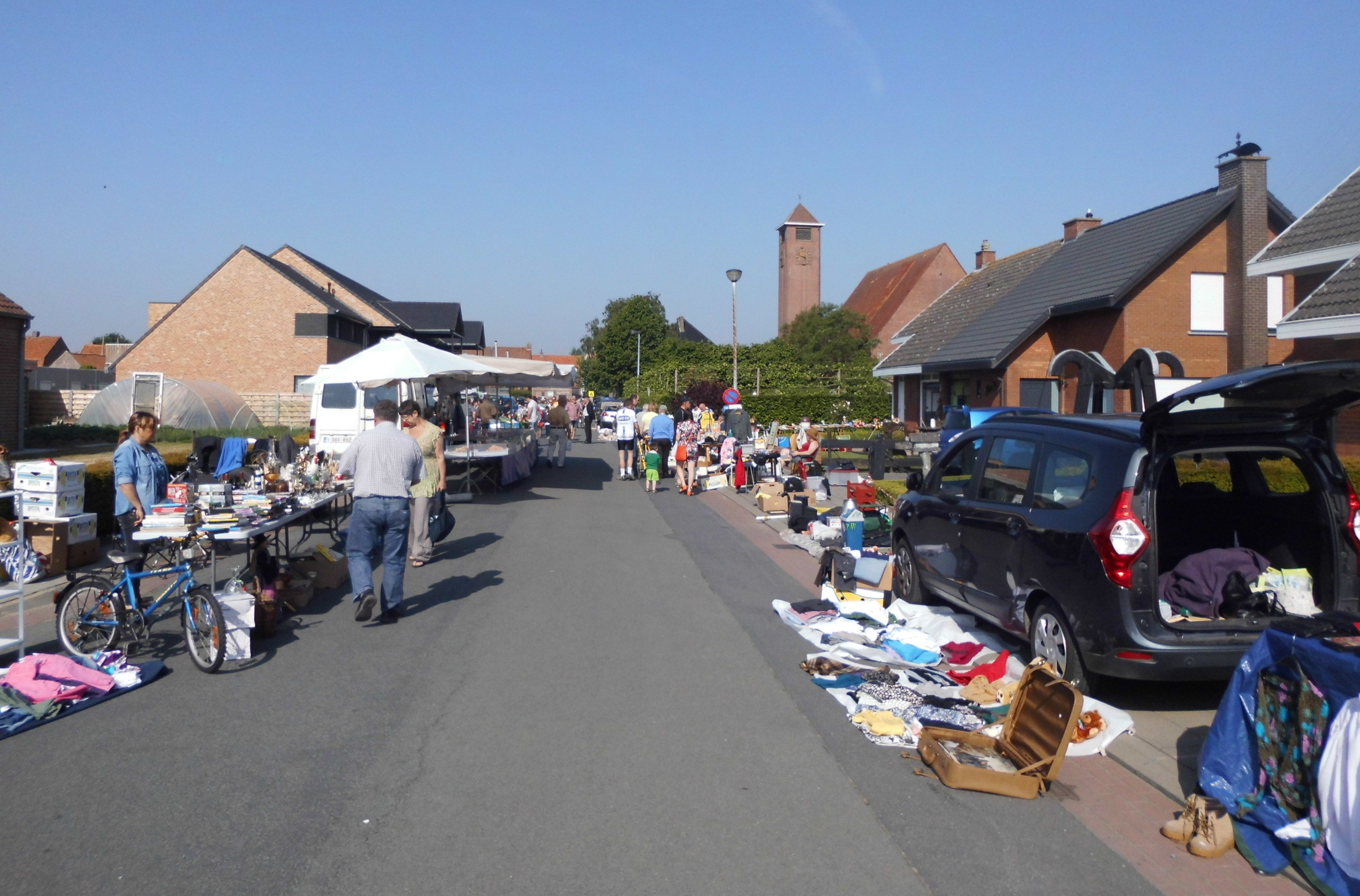
Une brocante dans une rue de Madonna.

## Nature et paysage
Madonna est située sur le bord sud du Vrijbos, à une altitude d’environ 22 mètres dans la Flandre sablonneuse. Au sud de Madonna coule le Broenbeek.

## Événements
Chaque année, une procession est organisée avec les travailleurs saisonniers (« les trimards »).

## Source
- (nl) Cet article est partiellement ou en totalité issu de l’article de Wikipédia en néerlandais intitulé « Madonna (plaats) » (voir la liste des auteurs).